# Tour do Rio 2024
Il Tour do Rio 2024, nona edizione della corsa, valevole come prova dell'UCI America Tour 2025, si svolse in tre tappe dal 1º al 3 novembre 2024 per un totale di 434,2 km con partenza e arrivo a Conservatória, in Brasile. La vittoria fu appannaggio del colombiano Sergio Henao, che completò il percorso in 10h59'31", davanti al connazionale Wilmar Paredes e allo spagnolo Óscar Sevilla.

## Tappe
| Tappa  | Data        | Percorso                      | km    | Vincitore di tappa       | Leader cl. generale |
| ------ | ----------- | ----------------------------- | ----- | ------------------------ | ------------------- |
| 1ª     | 1º novembre | Conservatória > Conservatória | 141,2 | Sergio Henao             | Sergio Henao        |
| 2ª     | 2 novembre  | Conservatória > Conservatória | 151,2 | Vinicius da Silva Santos | Sergio Henao        |
| 3ª     | 3 novembre  | Conservatória > Conservatória | 141,8 | Gabriel Metzger          | Sergio Henao        |
| Totale | Totale      | Totale                        | 434,2 |                          |                     |

## Squadre e corridori partecipanti
Alla competizione hanno preso parte 17 squadre: 7 squadre con licenza Continental, 9 squadre locali e 1 selezione regionale.
| N.    | Cod. | Squadra                         |
| ----- | ---- | ------------------------------- |
| 1-5   | MED  | Team Medellín-EPM               |
| 11-15 | TNC  | Nu Colombia                     |
| 21-25 | SCP  | Swift Carbon Pro Cycling Brasil |
| 31-35 | PPS  | Plus Performance-Solutos        |
| 41-45 | STA  | STAMINA Racing                  |
| 51-55 | SMN  | Shimano Racing                  |
| 61-65 | ECT  | EuroCyclingTrips-YOELEO         |
| 71-75 | -    | Pío Rico Cycling Team           |
| 81-85 | -    | Pindamonhangaba Cycling Team    |

| N.      | Cod. | Squadra                     |
| ------- | ---- | --------------------------- |
| 91-95   | -    | Taubate Cycling Team        |
| 101-105 | -    | Ciclismo Rio do Sul         |
| 111-115 | -    | São José Ciclismo           |
| 121-125 | -    | Soul Cycles-Santos          |
| 131-135 | -    | ERT Indaiatuba Cycling Team |
| 141-145 | -    | AGI Cycling Team            |
| 151-155 | -    | Desan Domini Makako Lokko   |
| 161-165 | -    | Estado do Rio de Janeiro    |

## Dettagli delle tappe

### 1ª tappa
- 1º novembre: Conservatória > Conservatória – 141,2 km

Risultati
| Pos. | Corridore      | Squadra       | Tempo    |
| ---- | -------------- | ------------- | -------- |
| 1    | Sergio Henao   | Nu Colombia   | 3h32'48" |
| 2    | Wilmar Paredes | Team Medellín | a 2'36"  |
| 3    | Óscar Sevilla  | Team Medellín | a 4'51"  |

| Pos. | Corridore      | Squadra       | Tempo    |
| ---- | -------------- | ------------- | -------- |
| 1    | Sergio Henao   | Nu Colombia   | 3h32'36" |
| 2    | Wilmar Paredes | Team Medellín | a 2'40"  |
| 3    | Óscar Sevilla  | Team Medellín | a 4'58"  |

### 2ª tappa
- 2 novembre: Conservatória > Conservatória – 151,2 km

Risultati
| Pos. | Corridore                | Squadra       | Tempo    |
| ---- | ------------------------ | ------------- | -------- |
| 1    | Vinicius da Silva Santos | São José      | 3h42'32" |
| 2    | João Gaspar              | AGI           | a 4"     |
| 3    | Wilmar Paredes           | Team Medellín | s.t.     |

| Pos. | Corridore      | Squadra       | Tempo    |
| ---- | -------------- | ------------- | -------- |
| 1    | Sergio Henao   | Nu Colombia   | 7h15'12" |
| 2    | Wilmar Paredes | Team Medellín | a 2'36"  |
| 3    | Óscar Sevilla  | Team Medellín | a 5'07"  |

### 3ª tappa
- 3 novembre: Conservatória > Conservatória – 141,8 km

Risultati
| Pos. | Corridore       | Squadra       | Tempo    |
| ---- | --------------- | ------------- | -------- |
| 1    | Gabriel Metzger | Rio do Sul    | 3h43'34" |
| 2    | Samuel Florez   | Team Medellín | a 7"     |
| 3    | João Gaspar     | AGI           | a 41"    |

| Pos. | Corridore      | Squadra       | Tempo     |
| ---- | -------------- | ------------- | --------- |
| 1    | Sergio Henao   | Nu Colombia   | 10h59'31" |
| 2    | Wilmar Paredes | Team Medellín | a 2'32"   |
| 3    | Óscar Sevilla  | Team Medellín | a 5'07"   |

## Evoluzione delle classifiche
| Tappa              | Vincitore                | Classifica generale Maglia gialla | Classifica a punti Maglia verde | Classifica scalatori Maglia a pois | Classifica giovani Maglia bianca | Classifica a squadre Numero |
| ------------------ | ------------------------ | --------------------------------- | ------------------------------- | ---------------------------------- | -------------------------------- | --------------------------- |
| 1ª                 | Sergio Henao             | Sergio Henao                      | Sergio Henao                    | Óscar Sevilla                      | Hector Quintana                  | Team Medellín-EPM           |
| 2ª                 | Vinicius da Silva Santos | Sergio Henao                      | Sergio Henao                    | Óscar Sevilla                      | Vinicius da Silva Santos         | Team Medellín-EPM           |
| 3ª                 | Gabriel Metzger          | Sergio Henao                      | Samuel Florez                   | Samuel Florez                      | Vinicius da Silva Santos         | Team Medellín-EPM           |
| Classifiche finali | Classifiche finali       | Sergio Henao                      | Samuel Florez                   | Samuel Florez                      | Vinicius da Silva Santos         | Team Medellín-EPM           |

Maglie indossate da altri ciclisti in caso di due o più maglie vinte
- Nella 2ª tappa Brayan Sánchez ha indossato la maglia verde al posto di Sergio Henao.

## Classifiche finali

### Classifica generale - Maglia gialla
| Pos. | Corridore                | Squadra       | Tempo     |
| ---- | ------------------------ | ------------- | --------- |
| 1    | Sergio Henao             | Nu Colombia   | 10h59'31" |
| 2    | Wilmar Paredes           | Team Medellín | a 2'32"   |
| 3    | Óscar Sevilla            | Team Medellín | a 5'07"   |
| 4    | João Gaspar              | AGI           | a 7'25"   |
| 5    | Vinicius da Silva Santos | São José      | a 10'35"  |
| 6    | Samuel Florez            | Team Medellín | a 10'58"  |
| 7    | Rodrigo Contreras        | Nu Colombia   | a 11'00"  |
| 8    | Bruno Martins Lemes      | São José      | a 11'13"  |
| 9    | Eduardo Moyata           | Pío Rico      | a 11'29"  |
| 10   | Róbigzon Oyola           | Team Medellín | a 11'37"  |

### Classifica a punti - Maglia verde
| Pos. | Corridore       | Squadra       | Punti |
| ---- | --------------- | ------------- | ----- |
| 1    | Samuel Florez   | Team Medellín | 19    |
| 2    | Sergio Henao    | Nu Colombia   | 15    |
| 3    | Wilmar Paredes  | Team Medellín | 15    |
| 4    | João Gaspar     | AGI           | 15    |
| 5    | Gabriel Metzger | Rio do Sul    | 14    |

### Classifica scalatori - Maglia a pois
| Pos. | Corridore      | Squadra       | Punti |
| ---- | -------------- | ------------- | ----- |
| 1    | Samuel Florez  | Team Medellín | 50    |
| 2    | Óscar Sevilla  | Team Medellín | 36    |
| 3    | Sergio Henao   | Nu Colombia   | 20    |
| 4    | Wilmar Paredes | Team Medellín | 20    |
| 5    | Róbigzon Oyola | Team Medellín | 20    |

### Classifica giovani - Maglia bianca
| Pos. | Corridore                   | Squadra       | Tempo     |
| ---- | --------------------------- | ------------- | --------- |
| 1    | Vinicius da Silva Santos    | São José      | 11h10'06" |
| 2    | Samuel Florez               | Team Medellín | a 23"     |
| 3    | Hector Quintana             | Plus          | a 2'20"   |
| 4    | Luan Carlos Rodrigues Silva | ERT           | a 3'00"   |
| 5    | Tomas Quiroz                | STAMINA       | a 4'36"   |

### Classifica a squadre
| Pos. | Squadra                         | Tempo     |
| ---- | ------------------------------- | --------- |
| 1    | Team Medellín-EPM               | 33h13'39" |
| 2    | Nu Colombia                     | a 15'38"  |
| 3    | Swift Carbon Pro Cycling Brasil | a 23'56"  |
| 4    | São José Ciclismo               | a 28'54"  |
| 5    | Ciclismo Rio do Sul             | a 33'43"  |